# Atsushi Yanagisawa
Atsushi Yanagisawa (født 27. maj 1977) er en japansk fodboldspiller.

## Japans fodboldlandshold
| Japans landshold | Japans landshold | Japans landshold |
| År               | Kmp              | Mål              |
| ---------------- | ---------------- | ---------------- |
| 1998             | 2                | 0                |
| 1999             | 4                | 0                |
| 2000             | 10               | 4                |
| 2001             | 6                | 5                |
| 2002             | 9                | 0                |
| 2003             | 5                | 2                |
| 2004             | 8                | 2                |
| 2005             | 10               | 4                |
| 2006             | 4                | 0                |
| Total            | 58               | 17               |